# Lucien-Jean-Baptiste-Isidore Chaulard
Lucien-Jean-Baptiste-Isidore Chaulard, francoski general, * 1879, † 1959.